# Koenigsegg CCR
Koenigsegg CCR je sportski automobil švedskog proizvođača automobila Koenigsegg. Automobil je nasljednik prethodnog modela Koenigsegg CC8S. Model se proizvodio od 2004.g. do 2006.g. Ukupno je proizvedeno 14 automobila. Automobil je predstavljen u ožujku 2004. u Ženevi.
Automobil pogoni motor zapremnine 4.7 litara V8, koji razvija 806 KS (601 kW) pri 6900 okretaja u minuti i 920 Nm pri 5700 okretaja u minuti, razvijen na bazi Fordovog motora.
Automobil u standardnoj izvedbi je 28. veljače 2005. postigao maksimalnu brzinu od 387.87 km/h što je tada bio rekord za proizvodne automobile.